# عبدالرزاق مراد
عبدالرزاق مراد (انگلیسی: Abdulrazzaq Murad؛ زادهٔ ۲۹ ژوئن ۱۹۹۰) بازیکن هندبال اهل قطر است.
از باشگاه‌هایی که در آن بازی کرده‌است می‌توان به باشگاه ورزشی الغرافه اشاره کرد.